# Východokaribský dolar
Východokaribský dolar je měnou šesti nezávislých států a dvou britských zámořských teritorií ve východním Karibiku v oblasti Malých Antil, které vytvořily měnovou unii: Antigua a Barbuda, Dominika, Grenada, Svatý Kryštof a Nevis, Svatá Lucie, Svatý Vincenc a Grenadiny, Anguilla, Montserrat. Značka pro dolar je $, ale pro rozlišení od jiných měn se před tento znak dávají písmena EC (EC$). ISO 4217 kód měny je XCD. Jedna setina dolaru se nazývá „cent“.
Zúčastněné ostrovy jsou členy Organizace východokaribských států – OECS (anglicky Organisation of Eastern Caribbean States). Jediným členem této skupiny, který nepoužívá společnou měnu, jsou Britské Panenské ostrovy, na kterých se užívá americký dolar.

## Historie
Všechny členské státy této měnové unie byly mezi roky 1958 a 1962 součástí státu Západoindická federace. Tento politický útvar používal jako svou měnu dolar Britských západních Indií (kód BWI$). Východokaribský dolar vznikl na základě tohoto dolaru v roce 1965 v poměru 1:1. Až do roku 1972 používal tuto měnu i Barbados. V období 1965 až 1983 emitovala dolary Eastern Caribbean Currency Authority, od roku 1983 pak Eastern Caribbean Central Bank, založená v listopadu 1983. Sídlo Východokaribské centrální banky je ve městě Basseterre (hlavní město Svatého Kryštofa a Nevisu).

## Mince a bankovky
Bankovky východokaribského dolaru se do oběhu dostaly hned v roce zavedení této měny (1965). Na lícové straně všech bankovek je vyobrazena britská královna Alžběta II. Až do roku 1981 se používaly mince předešlé měny – dolaru Britských západních Indií. Teprve roku 1981 byly vyraženy první vlastní mince.
- V oběhu jsou mince 5, 10, 25 centů a 1 dolar.[1]
- Bankovky mají hodnoty 2, 5, 10, 20, 50 a 100 dolarů.[2][3][4]

## Směnný kurs
Východokaribský dolar je od 1976 pevně navázán na americký dolar v poměru 1 US$ = 2,70 EC$, který je také jako druhá měna akceptován a používán.